# مارك بيشوب
مارك بيشوب (بالإنجليزية: Mark Bishop)‏ هو سياسي أسترالي، ولد في 29 يونيو 1954 في أستراليا. حزبياً، نشط في حزب العمال الأسترالي. وقد انتخب عضو مجلس الشيوخ الأسترالي ‏ عن دائرة أستراليا الغربية (1 يوليو 1996 – 30 يونيو 2014).